# Henjō
Henjō (遍昭 o 遍照?   816 – 12 de febrero de 890) fue un monje budista y poeta de waka japonés. Su nombre de nacimiento fue Yoshimine no Munesada (良岑宗貞?). Según el Kokin Wakashū fue listado como uno de los Seis mejores poetas de waka y uno de los Treinta y seis inmortales de la poesía.

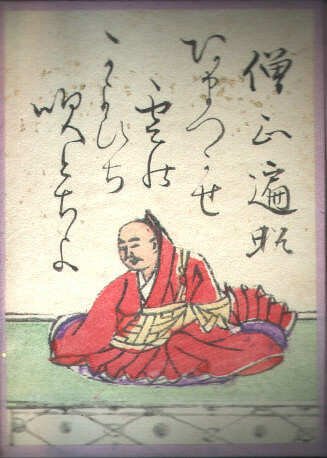
Henjō, tomado del Hyakunin Isshu.

Fue el octavo hijo del Dainagon Yoshimine no Yasuyo, quien era hijo del Emperador Kanmu y que fue relegado a la vida civil. Henjō comenzó su vida como cortesano, fue asignado como Kurōdo, o chambelán del Emperador Ninmyō. En 849 fue promovido a Jefe del Kurōdo. Luego de la muerte del Emperador Ninmyō, Henjō se convirtió en monje para enmendar su sufrimiento.
Fue monje de la escuela del Tendaishū. En 877 fundó el Gankei-ji en Yamashima, actualmente el sureste de Kioto. En 869 había fundado otro templo Urin-in en Murasakino, al norte de Kioto y administró ambos templos. En 885 fue ascendido como Sōjō (sumo sacerdote) y fue llamado Kazan Sōjō (花山僧正?).
Treinta y cinco wakas escritos por él fueron compilados en las antologías imperiales incluyendo el Kokin Wakashū. 
Su hijo el monje Sosei también fue un poeta de waka.